# Hemicaranx leucurus
Hemicaranx leucurus es una especie de peces de la familia Carangidae en el orden de los Perciformes.

## Morfología
Los machos pueden llegar alcanzar los 30 cm de longitud total.

## Distribución geográfica
Se encuentra desde la Baja California (México) y el sur del Golfo de California hasta Ecuador.